# Stagno di Cabras
Stagno di Cabras este o arie protejată (arie specială de conservare — SAC, sit de importanță comunitară — SCI) din Italia întinsă pe o suprafață de 4.795 ha, integral pe uscat.

## Localizare
Centrul sitului Stagno di Cabras este situat la coordonatele 39°57′27″N 8°29′33″E / 39.9575°N 8.4925°E.

## Înființare
Situl Stagno di Cabras a fost declarat sit de importanță comunitară în iunie 1995 pentru a proteja 41 de specii de animale. Situl a fost protejat și ca arie specială de conservare în aprilie 2017.

## Biodiversitate
Situată în ecoregiunea mediteraneană, aria protejată conține 6 habitate naturale: Pășuni mediteraneene udate de apa mării (Juncetalia maritimi), Lagune de coastă, Stepe sărăturate mediteraneene (Limonietalia), Salicornia și alte specii anuale care populează regiunile mlăștinoase și nisipoase, Tufărișuri halofile mediteraneene și termo-atlantice (Sarcocornetea fruticosi), Galerii și tufărișuri riverane sudice (Nerio-Tamaricetea și Securinegion tinctoriae).
La baza desemnării sitului se află mai multe specii protejate:
- păsări (37): pescăruș albastru (Alcedo atthis), Alectoris barbara, rață mare (Anas platyrhynchos), fâsă-de-câmp (Anthus campestris), egretă mare (Ardea alba), stârc roșu (Ardea purpurea), stârc galben (Ardeola ralloides), rață roșie (Aythya nyroca), buhai de baltă (Botaurus stellaris), ciocârlie-cu-degete-scurte (Calandrella brachydactyla), bătăuș (Calidris pugnax), caprimulg (Caprimulgus europaeus), erete de stuf (Circus aeruginosus), erete vânăt (Circus cyaneus), erete cenușiu (Circus pygargus), egretă mică (Egretta garzetta), lișiță (Fulica atra), ciovlica roșcată (Glareola pratincola), piciorong (Himantopus himantopus), stârc pitic (Ixobrychus minutus), Larus genei, pescăruș râzător (Larus ridibundus), ciocârlie de bărăgan (Melanocorypha calandra), rață cu ciuf (Netta rufina), stârc de noapte (Nycticorax nycticorax), vultur pescar (Pandion haliaetus), Phoenicopterus ruber, lopătar (Platalea leucorodia), țigănuș (Plegadis falcinellus), ploier auriu (Pluvialis apricaria), Porphyrio porphyrio porphyrio, cristei de baltă (Rallus aquaticus), ciocântors (Recurvirostra avosetta), chiră de baltă (Sterna hirundo), chiră mică (Sternula albifrons), corcodel mic (Tachybaptus ruficollis), chiră de mare (Thalasseus sandvicensis)
- pești (1): Aphanius fasciatus
- reptile (3): țestoasa de baltă (Emys orbicularis), țestoasă bănățeană (Testudo hermanni), Testudo marginata

Pe lângă speciile protejate, pe teritoriul sitului au mai fost identificate 4 specii de plante, 57 de specii de păsări, 2 specii de amfibieni, 4 specii de mamifere, 7 specii de reptile.